# Хасан Бајдар
Хасан Тарик Хасан Бајдар (арап. حسن طارق حسن بيدر, романизовано Hassan Tareq Hassan Baidar; 31. јул 1994) јеменски је пливач чија специјалност су спринтерске трке слободним и делфин стилом. 

## Спортска каријера
Такмичио се за репрезентацију Јемена на светском првенству у малим базенима у Хангџоуу 2018, те на светском првенству у великим базенима у корејском Квангџуу 2019. године. У Квангџуу је Бајдар пливао у квалификационим тркама на 50 делфин (заузео званично последње 94. место) и 50 слободно (127. од укупно 130 такмичара).